# اولی متسون
اولی متسون (انگلیسی: Ollie Matson; ۱ مهٔ ۱۹۳۰ – ۱۹ فوریهٔ ۲۰۱۱) دونده و بازیکن فوتبال آمریکایی اهل ایالات متحده آمریکا بود.
از باشگاه‌هایی که در آن بازی کرده‌است می‌توان به لس آنجلس رمز، فیلادلفیا ایگلز، دیترویت لاینز، و آریزونا کاردینالز اشاره کرد.